# Kurt Wæde Petersen
Kurt Wæde Petersen (ur. 2 grudnia 1934) – duński żużlowiec, występujący również na długim torze.

## Życiorys
Wielokrotny finalista indywidualnych mistrzostw świata na długim torze, zdobywca 5 medali: złotego (1964), 2 srebrnych (1963, 1966) oraz 2 brązowych (1968, 1969). Zwycięzca indywidualnych mistrzostw krajów nordyckich na długim torze (1967). Zdobywca 14 medali indywidualnych mistrzostw Danii na długim torze: 11 złotych (1959, 1960, 1961, 1962, 1963, 1964, 1965, 1966, 1967, 1968, 1969) oraz 3 brązowych (1971, 1972, 1973).